# Algèbre dendriforme
Pour les articles homonymes, voir Algèbre (homonymie).
En mathématiques, une algèbre dendriforme est un module A sur un anneau commutatif R muni de deux opérations bilinéaires {\displaystyle \prec } et {\displaystyle \succ }, appelées respectivement opération gauche et opération droite, satisfaisant les relations suivantes
{\displaystyle (a\prec b)\prec c=a\prec (b\prec c)+a\prec (b\succ c)\,}
{\displaystyle (a\succ b)\prec c=a\succ (b\prec c)\,}
{\displaystyle (a\prec b)\succ c+(a\succ b)\succ c=a\succ (b\succ c)\,}
On remarque que le produit 
{\displaystyle a*b:=a\prec b+a\succ b\,}
est associatif. Donc A est une algèbre associative (sans unité) dont le produit a été dichotomisé. L'algèbre dendriforme libre sur un module V, notée Dend(V), peut être décrite en termes d'arbres binaires planaires enracinés, d'où le qualificatif dendriforme, de la racine grecque dend-. 
Ce type d'algèbres, découvert par Jean-Louis Loday en 1995, est en relation avec de nombreux autres types comme les algèbres associatives (voir ci-dessus), les algèbres pré-Lie (en), les algèbres de Leibniz, les algèbres de Zinbiel. Par exemple, l'opération {\displaystyle \{a,b\}:=a\prec b-b\succ a} est une opération pré-Lie (son associateur est symétrique en les deux dernières variables). Si les opérations gauche et droite satisfont à la relation de symétrie {\displaystyle a\prec b=b\succ a}, alors on a une algèbre de Zinbiel.